# Высокое (Сараевский район)
Высокое — село в Сараевском районе Рязанской области России, административный центр Высоковского сельского поселения.

## Географическое положение
Село расположено на берегу реки Пара в 18 км на восток от райцентра посёлка Сараи.

## История
Высокое в качестве деревни Высокой Поляны упоминается в Козловских писцовых книгах 1638-39 годов. В качестве села оно упоминается в окладных книгах 1676 года, где находившаяся в том селе церковь наименована Никольской. В 1793 году дочерьми Комынина была построена деревянная Вознесенская церковь с Никольским приделом. В 1856 году церковь была заново перестроена. В 1881 году местным священником была открыта школа.
В XIX — начале XX века село являлось центром Высоковской волости Сапожковского уезда Рязанской губернии. В 1906 году в селе было 255 дворов.
С 1929 года село являлось центром Высоковского сельсовета Сараевского района Рязанского округа Московской области, с 1937 года — в составе Рязанской области, с 2005 года — центр Высоковского сельского поселения.

## Население
| 1859 | 1897  | 1906  | 2010 |
| ---- | ----- | ----- | ---- |
| 1277 | ↗2165 | ↘2041 | ↘281 |

## Инфраструктура
В селе имеются Высоковская средняя общеобразовательная школа, фельдшерско-акушерский пункт, почтовое отделение.